# Schizotaksja
Schizotaksja (ang. schizotaxia) – hipotetyczna, genetyczna skłonność do zachorowania na schizofrenię lub rozwinięcia zaburzenia schizotypowego. Koncepcję schizotaksji wysunął Paul E. Meehl w 1962 roku. Model Meehla, rozwinięty w latach 90., zakładał genetycznie uwarunkowane zaburzenie organizacji przewodnictwa neuronalnego. Według nowszego ujęcia przez schizotaksję rozumie się schorzenie uwarunkowane wpływem wielu genów lub wcześnie działających czynników środowiskowych, dające określone objawy kliniczne i neuropsychologiczne, i u wielu pacjentów pozostające stabilnym zespołem nieulegającym progresji do schizofrenii lub schizotypii. Jako taka nie jest ujęta w przyjętych klasyfikacjach zaburzeń psychicznych, DSM-IV i ICD-10.